# Bloom County
Bloom County, amerikansk humorserie skapad 1980 av Berke Breathed. Även känd under namnet Opus i Sverige.
Utspelar sig i ett fiktivt amerikanskt samhälle som bland annat befolkas av talande djur, däribland huvudpersonen Opus som är en pingvin.
Serien är en fortsättning på Breatheds tidigare serie The Academia Waltz som publicerades 1978–79 och introducerade figurerna Steve Dallas och vietnamveteranen Cutter John som sedan dök upp i "Bloom County".
Breathed fick 1987 Pulitzerpriset som bäste politiske tecknare för sitt arbete på Bloom County.
1989 lade Breathed ner serien, men startade strax därefter serien Outland som tar vid där Bloom County slutade. 

## Figurgalleri
- Milo Bloom
- Michael Binkley
- Opus
- Katten Bill
- Hodge Podge
- Steve Dallas
- Oliver Wendell Jones
- Cutter John
- Bobbi Harlow
- Portnoy
- Lola Granola
- Milquetoast
- Rosebud